# Pinsà de Darwin olivaci
El pinsà de Darwin olivaci (Certhidea olivacea) és una espècie d'ocell de la família dels tràupids (Thraupidae) que habita els boscos de Santiago, Baltra, Pinzón, Isabela i illa Fernandina, a les illes Galápagos.